# Хасманис, Виктор
Виктор Хасманис (латыш. Viktors Hasmanis, 18.01.1892, Лугажская волость −22.12.1984, Иецава) — офицер русской и латвийской армии. Кавалер Ордена Лачплесиса и Ордена Трех звезд. Военный атташе в Германии (1923). Командир батальона 5-го Цесиского пехотного полка, начальник штаба 2-го Вентспилского пехотного полка, командир 1-го батальона 1-го Лиепайского пехотного полка, командир 15-го Лиепайского полка айзсаргов.
20 мая 1945 года осужден и приговорен к 20 годам. В 1956 году освобожден.